# Montans
Montans [mɔ̃tɑ̃s] est une commune française située dans le département du Tarn en région Occitanie. Sur le plan historique et culturel, la commune est dans le Gaillacois, un pays qui doit sa notoriété à la qualité de ses vins.
Exposée à un climat océanique altéré, elle est drainée par le Tarn, le riou Frayzi, le ruisseau des Rodes, le Rieutort, le ruisseau d'Avignon, le ruisseau de Badaillac, le ruisseau de Banis, le ruisseau de labordes et par divers autres petits cours d'eau. La commune possède un patrimoine naturel remarquable composé de deux zones naturelles d'intérêt écologique, faunistique et floristique.
Montans est une commune rurale qui compte 1 547 habitants en 2022, après avoir connu une forte hausse de la population depuis 1975.  Elle fait partie de l'aire d'attraction de Gaillac. Ses habitants sont appelés les Montanais ou  Montanaises.

## Géographie

### Localisation
Commune située au sud-ouest de Gaillac. Le village est construit à l'extrémité d'une terrasse dominant le Tarn. On y produit du vin d'appellation gaillac.

### Communes limitrophes
Montans est limitrophe de sept autres communes :

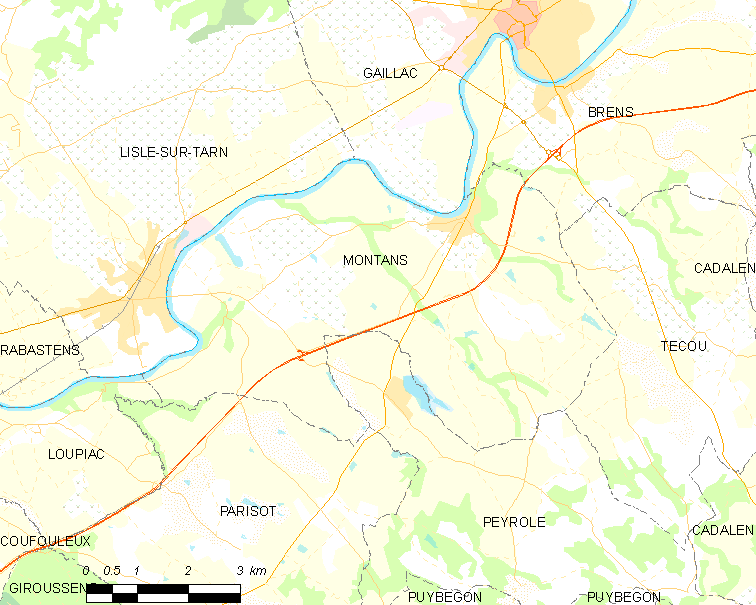
Carte de la commune de Montans et de ses proches communes.

|                | Gaillac | Brens   |
| Lisle-sur-Tarn | Montans | Técou   |
| Loupiac        | Parisot | Peyrole |

### Géologie et relief
La superficie de la commune est de 3 243 hectares ; son altitude varie de 95  à   209 mètres,.

### Voies de communication et transports
Accès avec l'autoroute A68 sortie no 9 et la Route nationale 88.
La ligne 710 du réseau régional liO assure la desserte de la commune, en la reliant à Gaillac et à Lavaur.
Aérodrome de Gaillac - Lisle-sur-Tarn.

### Hydrographie
La commune est dans le bassin de la Garonne, au sein du bassin hydrographique Adour-Garonne. Elle est drainée par le Tarn, le Riou Frayzi, le ruisseau des Rodes, le Rieutort, le ruisseau d'Avignon, le ruisseau de Badaillac, le ruisseau de Banis, le ruisseau de labordes, le ruisseau de la Nègre le ruisseau de Pisse-Saume et par divers petits cours d'eau, qui constituent un réseau hydrographique de 45 km de longueur totale,.
Le Tarn, d'une longueur totale de 380 km, prend sa source sur le mont Lozère, dans le nord de la commune du Pont de Montvert - Sud Mont Lozère en Lozère, et se jette dans la Garonne à Saint-Nicolas-de-la-Grave, en Tarn-et-Garonne.
Le Riou Frayzi, d'une longueur totale de 11,5 km, prend sa source dans la commune de Peyrole et s'écoule du sud-est vers le nord-ouest. Il traverse la commune et se jette dans le Tarn sur le territoire communal, après avoir traversé 3 communes.

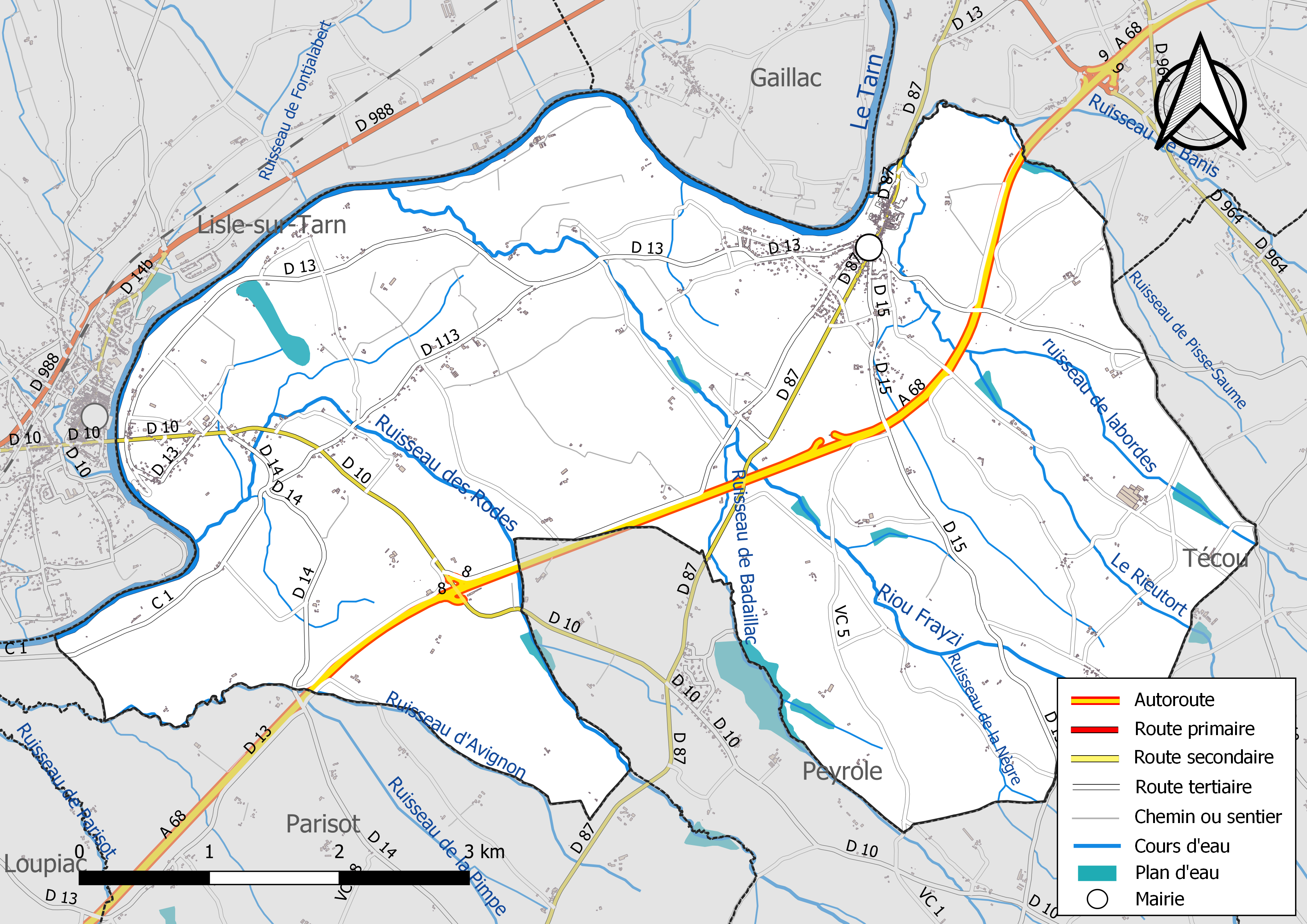
Réseaux hydrographique et routier de Montans.

Le ruisseau des Rodes, d'une longueur totale de 11,8 km, prend sa source dans la commune de Peyrole et s'écoule du sud-est vers le nord-ouest. Il traverse la commune et se jette dans le Tarn à Lisle-sur-Tarn, après avoir traversé 4 communes.

### Climat
Pour des articles plus généraux, voir Climat de l'Occitanie et Climat du Tarn.
En 2010, le climat de la commune est de type climat du Bassin du Sud-Ouest, selon une étude du Centre national de la recherche scientifique s'appuyant sur une série de données couvrant la période 1971-2000. En 2020, Météo-France publie une typologie des climats de la France métropolitaine dans laquelle la commune est exposée à un climat océanique altéré et est dans la région climatique Aquitaine, Gascogne, caractérisée par une pluviométrie abondante au printemps, modérée en automne, un faible ensoleillement au printemps, un été chaud (19,5 °C), des vents faibles, des brouillards fréquents en automne et en hiver et des orages fréquents en été (15 à 20 jours).
Pour la période 1971-2000, la température annuelle moyenne est de 13,1 °C, avec une amplitude thermique annuelle de 16,1 °C. Le cumul annuel moyen de précipitations est de 750 mm, avec 10,6 jours de précipitations en janvier et 5,3 jours en juillet. Pour la période 1991-2020, la température moyenne annuelle observée sur la station météorologique de Météo-France la plus proche, « Albi », sur la commune du Sequestre à 18 km à vol d'oiseau, est de 13,8 °C et le cumul annuel moyen de précipitations est de 733,9 mm. 
La température maximale relevée sur cette station est de 42,3 °C, atteinte le 23 août 2023 ; la température minimale est de −20,4 °C, atteinte le 16 janvier 1985,,.
Les paramètres climatiques de la commune ont été estimés pour le milieu du siècle (2041-2070) selon différents scénarios d'émission de gaz à effet de serre à partir des nouvelles projections climatiques de référence DRIAS-2020. Ils sont consultables sur un site dédié publié par Météo-France en novembre 2022.

### Milieux naturels et biodiversité
L’inventaire des zones naturelles d'intérêt écologique, faunistique et floristique (ZNIEFF) a pour objectif de réaliser une couverture des zones les plus intéressantes sur le plan écologique, essentiellement dans la perspective d’améliorer la connaissance du patrimoine naturel national et de fournir aux différents décideurs un outil d’aide à la prise en compte de l’environnement dans l’aménagement du territoire.
Une ZNIEFF de type 1 est recensée sur la commune :
les « étangs de Montans et Peyrole » (91 ha), couvrant 3 communes du département et une ZNIEFF de type 2, : 
la « basse vallée du Tarn » (3 623 ha), couvrant 49 communes dont huit dans la Haute-Garonne, 20 dans le Tarn et 21 dans le Tarn-et-Garonne.

Carte des ZNIEFF de type 1 et 2 à Montans.
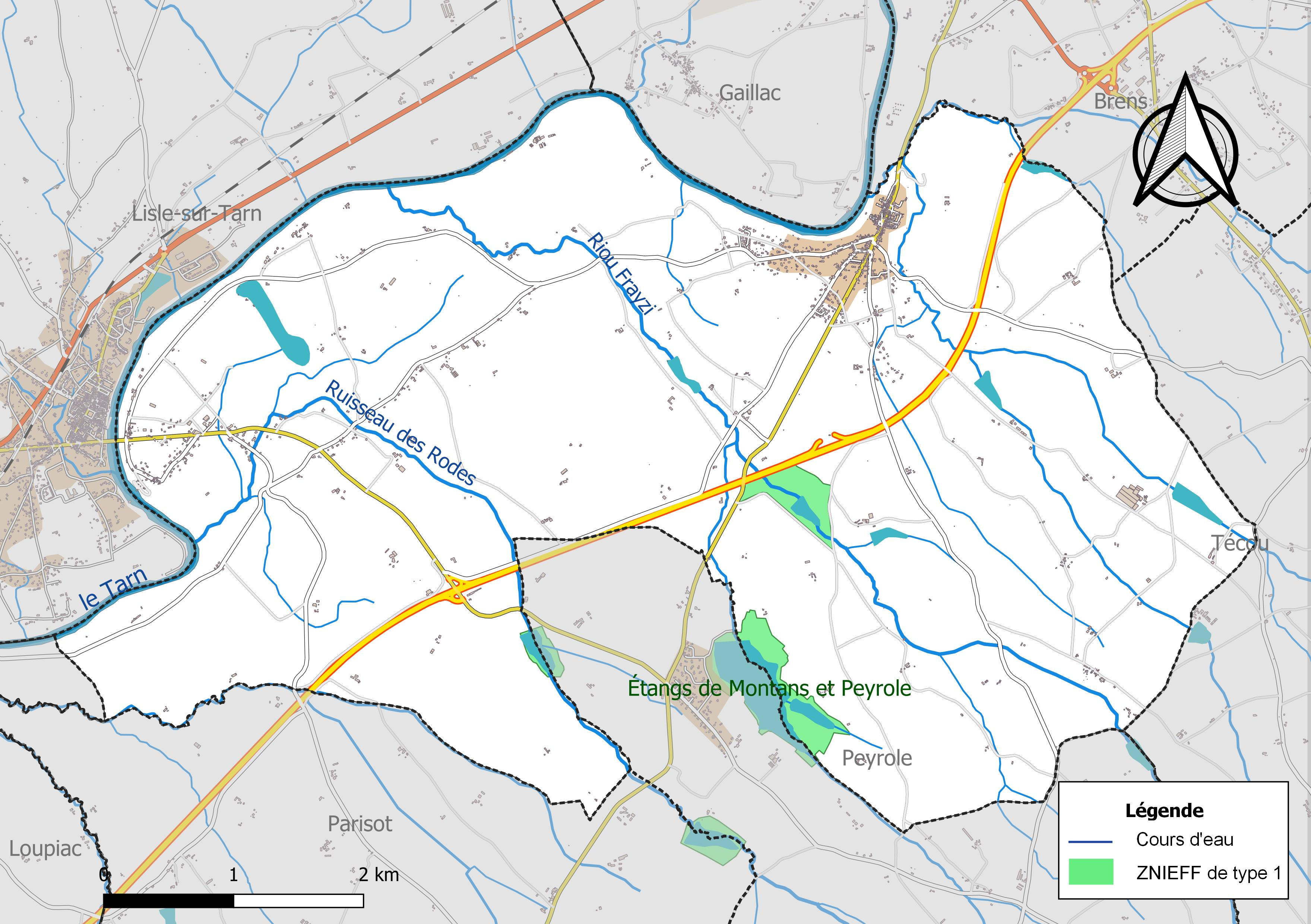
Carte de la ZNIEFF de type 1 sur la commune.
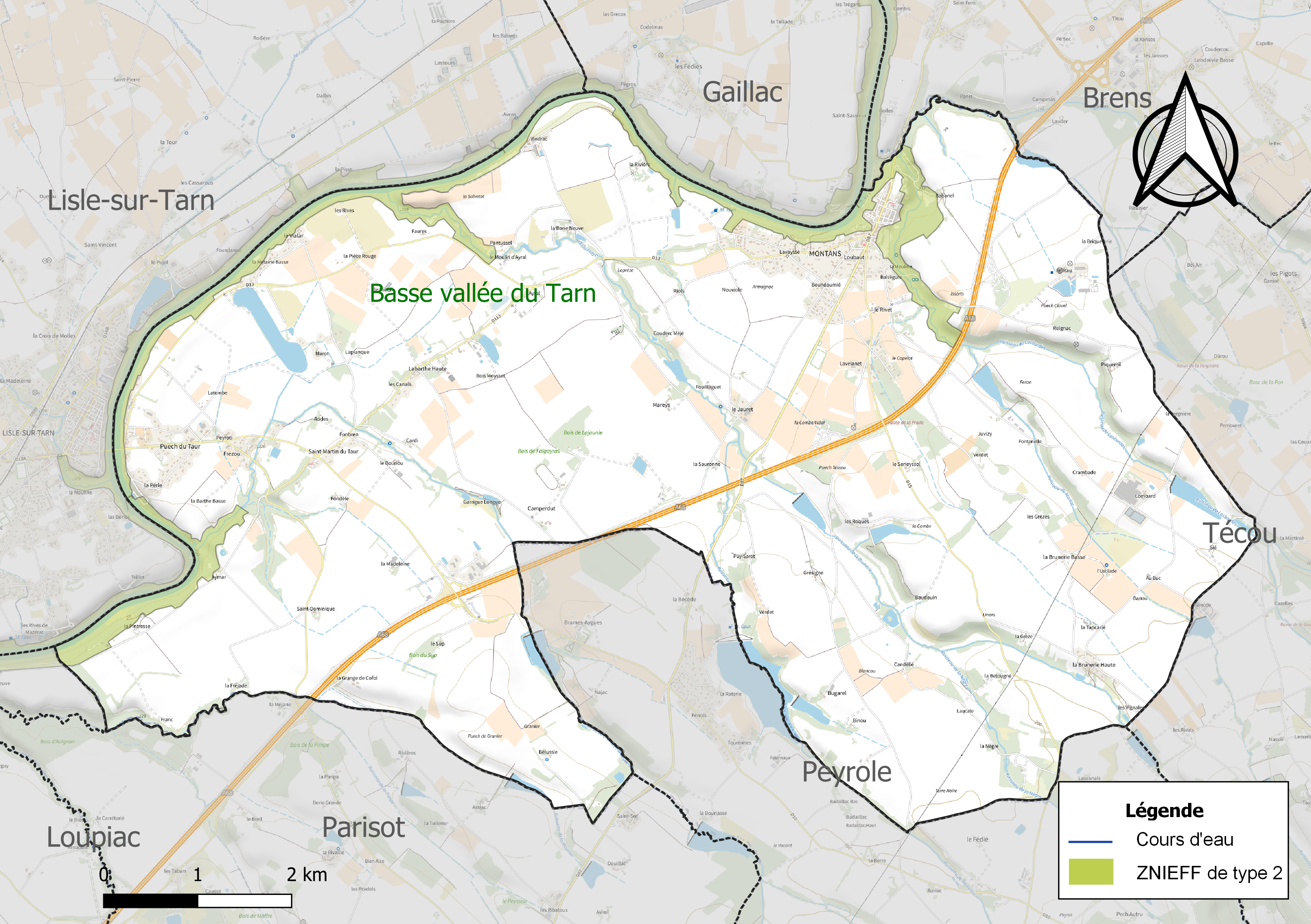
Carte de la ZNIEFF de type 2 sur la commune.

## Urbanisme

### Typologie
Au 1er janvier 2024, Montans est catégorisée bourg rural, selon la nouvelle grille communale de densité à sept niveaux définie par l'Insee en 2022.
Elle est située hors unité urbaine. Par ailleurs la commune fait partie de l'aire d'attraction de Gaillac, dont elle est une commune de la couronne,. Cette aire, qui regroupe 14 communes, est catégorisée dans les aires de moins de 50 000 habitants,.

### Occupation des sols
L'occupation des sols de la commune, telle qu'elle ressort de la base de données européenne d’occupation biophysique des sols Corine Land Cover (CLC), est marquée par l'importance des territoires agricoles (88,9 % en 2018), en diminution par rapport à 1990 (89,8 %). La répartition détaillée en 2018 est la suivante : 
terres arables (65,4 %), zones agricoles hétérogènes (20,5 %), forêts (6,9 %), cultures permanentes (2,7 %), eaux continentales (2,4 %), zones urbanisées (1,8 %), prairies (0,3 %). L'évolution de l’occupation des sols de la commune et de ses infrastructures peut être observée sur les différentes représentations cartographiques du territoire : la carte de Cassini (XVIIIe siècle), la carte d'état-major (1820-1866) et les cartes ou photos aériennes de l'IGN pour la période actuelle (1950 à aujourd'hui).

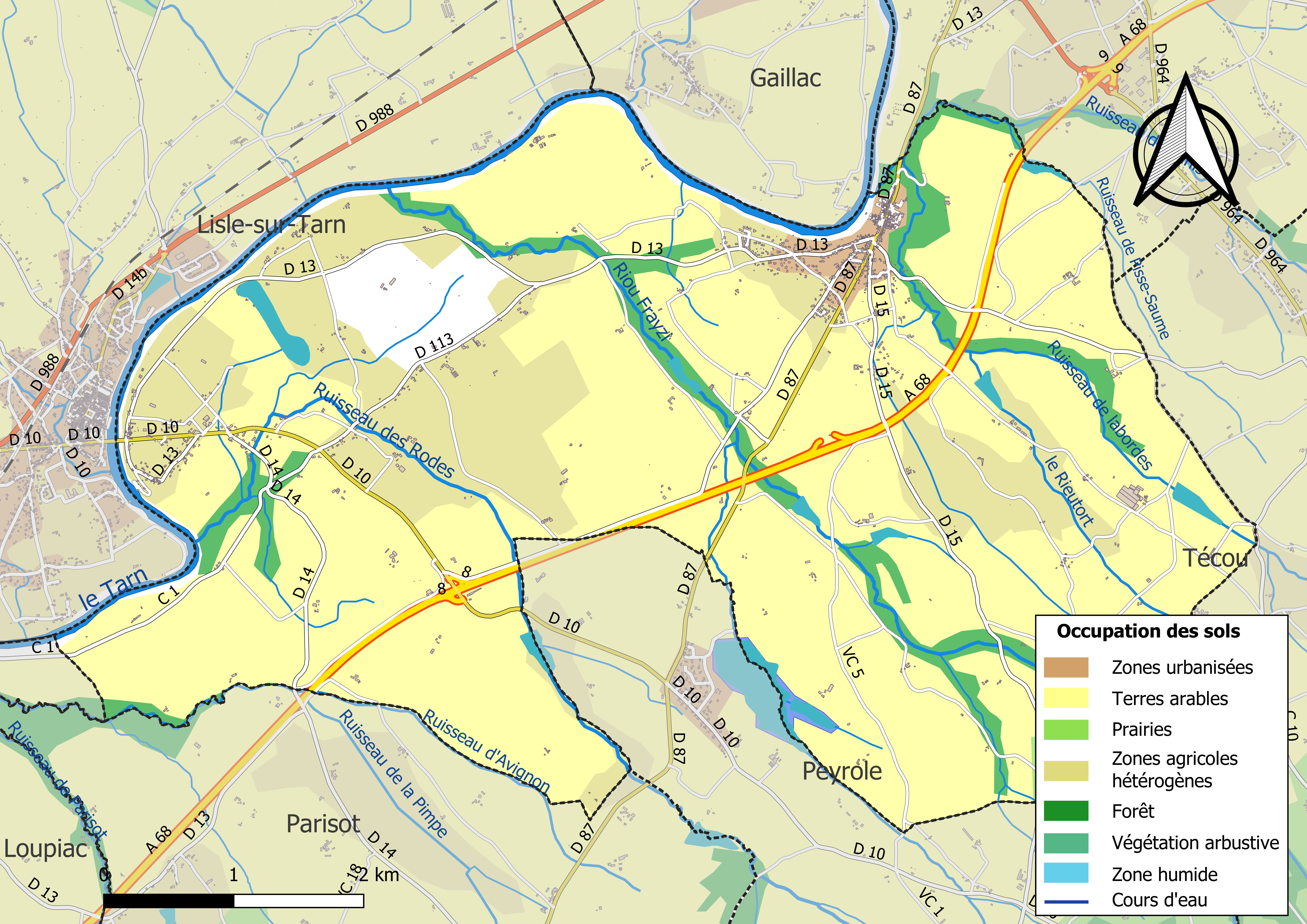
Carte des infrastructures et de l'occupation des sols de la commune en 2018 (CLC).

### Risques majeurs
Le territoire de la commune de Montans est vulnérable à différents aléas naturels : météorologiques (tempête, orage, neige, grand froid, canicule ou sécheresse), inondations, mouvements de terrains et séisme (sismicité très faible). Il est également exposé à deux risques technologiques,  le transport de matières dangereuses et la rupture d'un barrage. Un site publié par le BRGM permet d'évaluer simplement et rapidement les risques d'un bien localisé soit par son adresse soit par le numéro de sa parcelle.

#### Risques naturels
Certaines parties du territoire communal sont susceptibles d’être affectées par le risque d’inondation par débordement de cours d'eau, notamment le Tarn, le Riou Frayzi et le ruisseau des Rodes. La cartographie des zones inondables en ex-Midi-Pyrénées réalisée dans le cadre du XIe Contrat de plan État-région, visant à informer les citoyens et les décideurs sur le risque d’inondation, est accessible sur le site de la DREAL Occitanie. La commune a été reconnue en état de catastrophe naturelle au titre des dommages causés par les inondations et coulées de boue survenues en 1982, 1994, 1996, 2003 et 2014,.
Montans est exposée au risque de feu de forêt. En 2022, il n'existe pas de Plan de Prévention des Risques incendie de forêt (PPRif). Le débroussaillement aux abords des maisons constitue l’une des meilleures protections pour les particuliers contre le feu,.

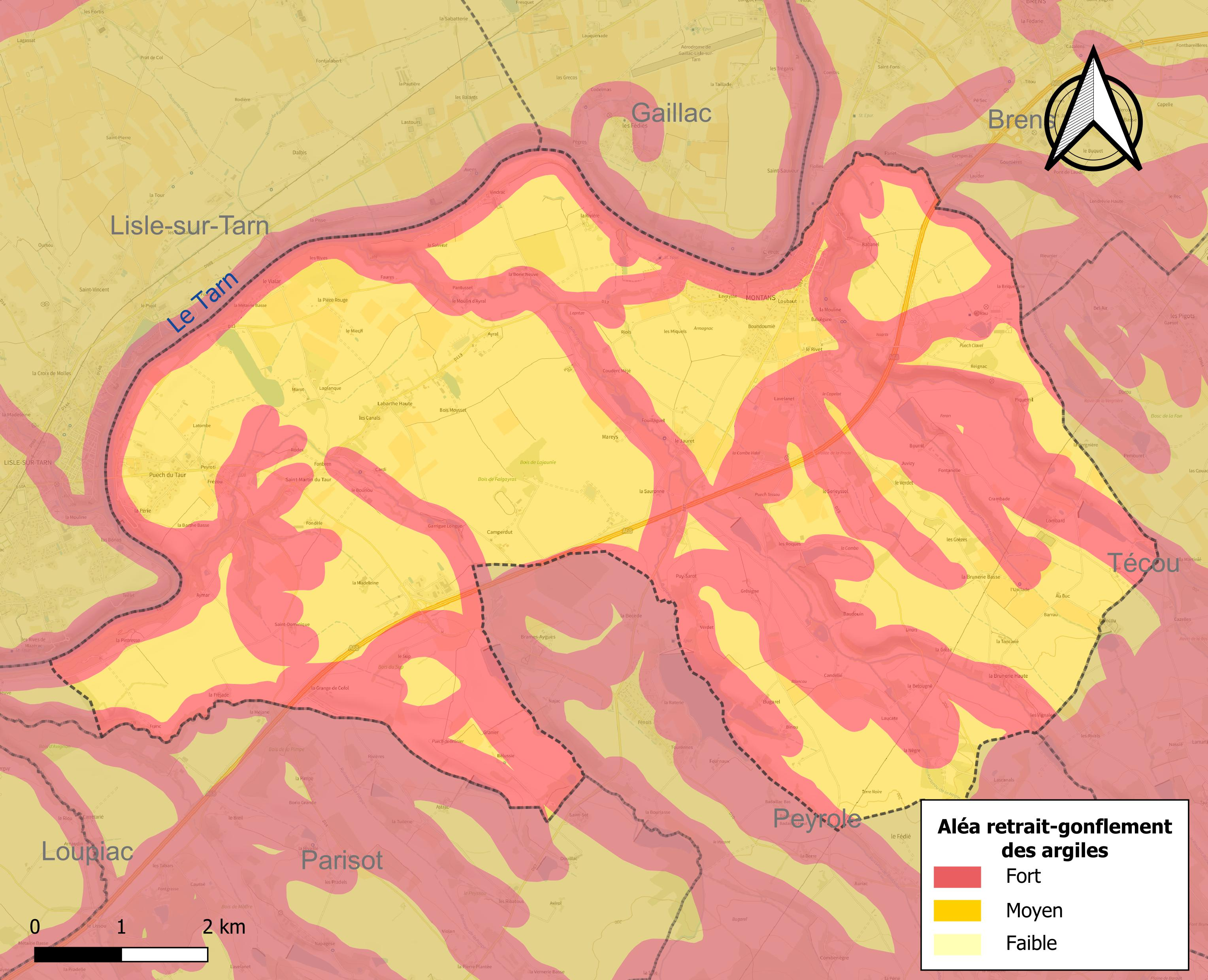
Carte des zones d'aléa retrait-gonflement des sols argileux de Montans.

La commune est vulnérable au risque de mouvements de terrains constitué principalement du retrait-gonflement des sols argileux. Cet aléa est susceptible d'engendrer des dommages importants aux bâtiments en cas d’alternance de périodes de sécheresse et de pluie. La totalité de la commune est en aléa moyen ou fort (76,3 % au niveau départemental et 48,5 % au niveau national). Sur les 615 bâtiments dénombrés sur la commune en 2019, 615 sont en aléa moyen ou fort, soit 100 %, à comparer aux 90 % au niveau départemental et 54 % au niveau national. Une cartographie de l'exposition du territoire national au retrait gonflement des sols argileux est disponible sur le site du BRGM,.
Par ailleurs, afin de mieux appréhender le risque d’affaissement de terrain, l'inventaire national des cavités souterraines permet de localiser celles situées sur la commune.

#### Risques technologiques
Le risque de transport de matières dangereuses sur la commune est lié à sa traversée par des infrastructures routières ou ferroviaires importantes ou la présence d'une canalisation de transport d'hydrocarbures. Un accident se produisant sur de telles infrastructures est susceptible d’avoir des effets graves sur les biens, les personnes ou l'environnement, selon la nature du matériau transporté. Des dispositions d’urbanisme peuvent être préconisées en conséquence.
La commune est en outre située en aval d'un barrage de classe A. À ce titre elle est susceptible d’être touchée par l’onde de submersion consécutive à la rupture de cet ouvrage.

## Histoire

### Préhistoire
Le site de Montans présente des traces d'occupation depuis la Préhistoire.

### Protohistoire
Le lieu-dit le Rougé était occupé au premier âge du fer (Hallstatt), puis au second âge du fer (la Tène). Cette dernière époque a laissé de la céramique commune de tradition gauloise (urnes peignées, coupes à bord rentrant, jattes carénées) et quelques vestiges de poterie campanienne B.
En 1982 des fouilles de prévention et de sauvetage dans le quartier de Labouygue ont mis au jour sept fours de potiers rudimentaires de la Tène III, à sole pleine et à foyer ouvert. En activité dans la première moitie du Ier siècle av. J.-C., ils ont produit des jarres décorées d'un cordon incisé sur leur épaulement, des jattes carénées, des écuelles à bord rentrant et des urnes ovoïdes. Un habitat de cabanes de la même époque a laissé des trous de poteaux, des sols et des foyers domestiques. Le mobilier inclut de la céramique commune, des tessons d'amphores italiques Dressel 1A, de la poterie campanienne A et trois monnaies à la croix en argent. Un large chemin aménagé de la même époque a été repéré sur plus de 100 m.
L'environnement était favorable à la fabrication de poterie : les alluvions qui recouvrent la terrasse de Montans comportent des poches d'argile et le Tarn est une voie de communication très ancienne.[réf. nécessaire]
Le site, défendu naturellement par sa position en surplomb du Tarn et du ruisseau du Rieutort, a été occupé par un oppidum gaulois rutène au deuxième âge du fer (période de La Tène).[réf. nécessaire]

### Antiquité

#### Atelier de poterie gallo-romain

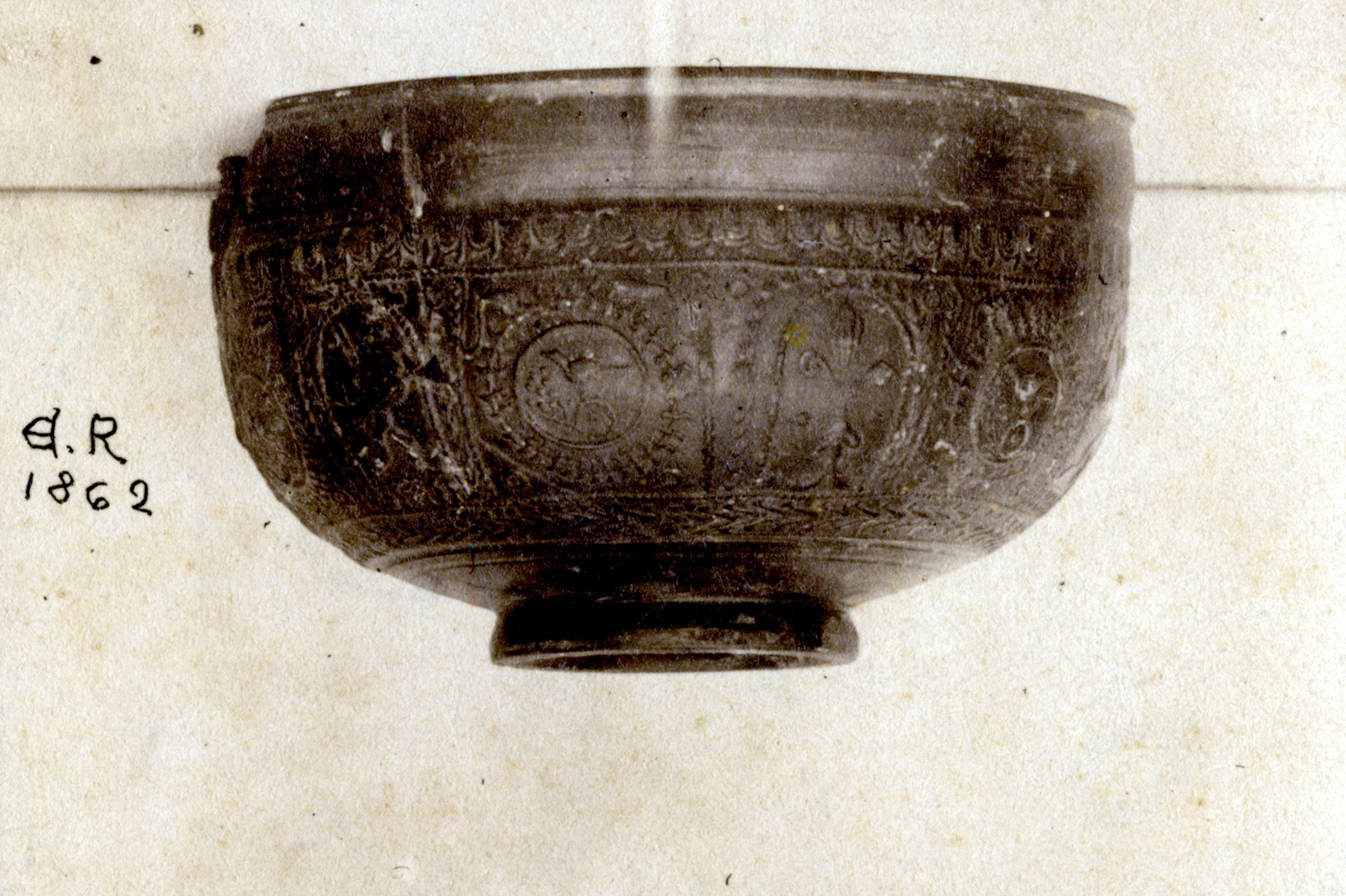
Céramique sigillée de Montans.

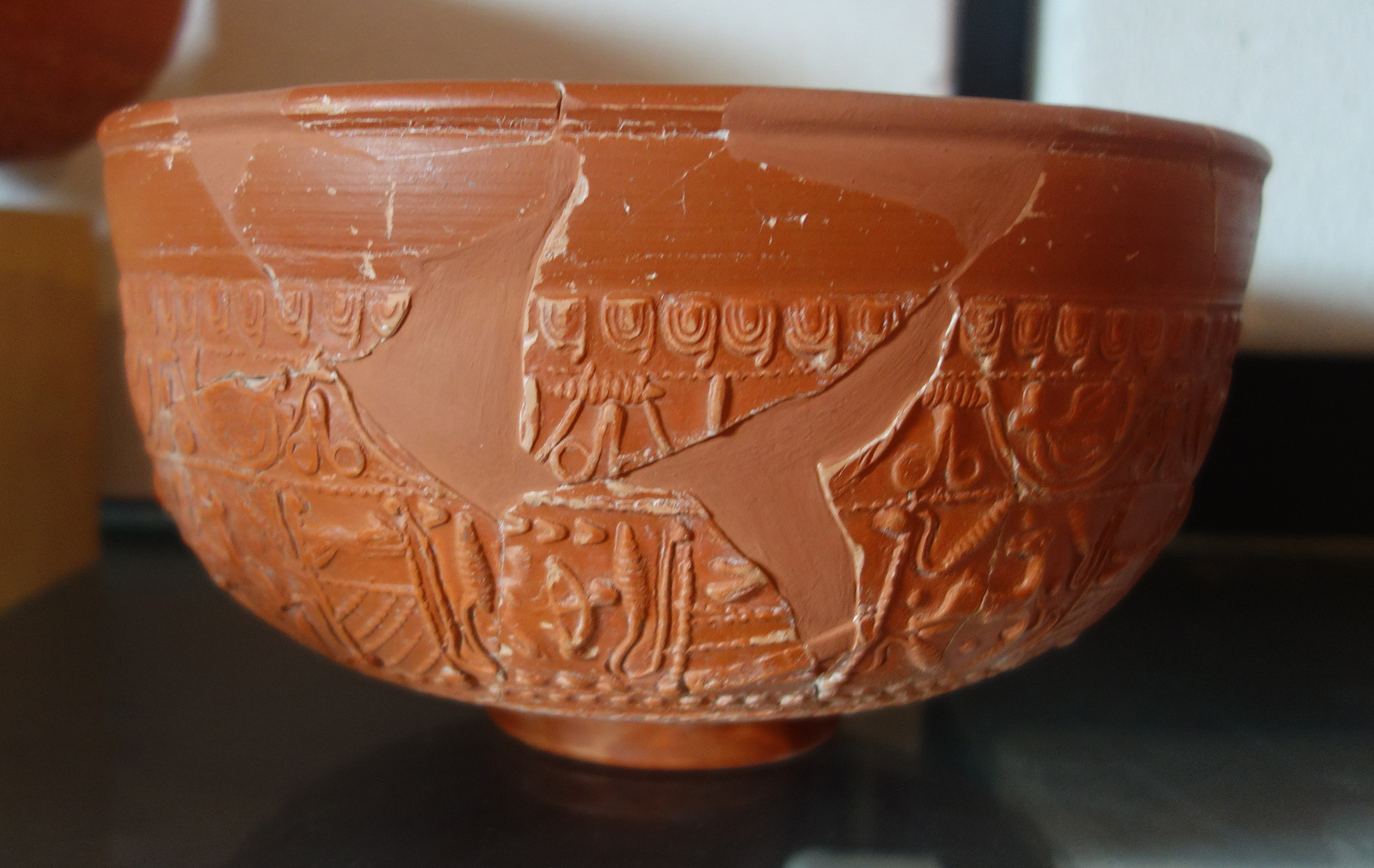
Sigillée de Montans.

Les premiers vestiges d'ateliers de potiers à Montans sont mentionnés en 1868. T. Martin effectue des fouilles de 1972 à 1974 et recueille plus de 500 estampilles de potiers (ce qui ne veut pas dire que 500 potiers ont travaillé à Montans : il s'agit seulement de différentes formes d'estampilles ; mais le nombre est cependant assez élevé).
L'époque tibérienne (14-37) a livré des sigillées et de nombreux vestiges d'amphores vinaires de type Pascual 1 signées TARANI, plus trapues que les amphores catalanes ou languedociennes. Datées du tout début du Ier siècle, ces amphores accompagnent les débuts du vignoble de Gaillac. 

Deux vases décorés Drag. 37 de la Graufesenque et un fragment de moule de la même provenance illustrent les liens de Montans avec ce très grand centre de production céramique aveyronnais du Ier siècle. La similarité de structure des engobes des sigillées de Montans et de la Graufesenque indique des procédés d'élaboration proches.
Avec l'occupation romaine, le site devient au Ier siècle un centre de production important de poteries sigillées de la Gaule du sud. On trouve de nombreuses poteries de Montans dans tout l'Ouest de la France, jusqu'en Espagne, en Bretagne, ainsi qu'en Grande-Bretagne. On fabrique également à Montans d'autres productions en céramique : des  antéfixes, des lampes à huile, des statuettes[réf. nécessaire], des vases à engobe blanc, de la céramique commune, des tuiles…[réf. nécessaire]. Au IIe siècle apr. J.-C., la production décline, puis s'arrête, sans doute en raison de divers facteurs (concurrence, perte de qualité, effet de mode, exploitation intensive des ressources naturelles : argile, bois...).[réf. nécessaire]
Ce patrimoine archéologique est conservé et étudié à l'Archéosite de Montans, à la fois musée et centre de conservation et d'étude inauguré en 1995,.
Autres vestiges antiques
L'occupation de la fin de l'Antiquité puis du haut Moyen Âge à Montans est encore mal connue mais des fouilles préventives sont régulièrement menées au gré des aménagements dans la commune.
Des tessons de sigillée montanaise de l'époque tibérienne (14-37) accompagnant une amphore espagnole produite par l'atelier de l'Aumedina (à 1 km au nord-ouest de Tivissa, province de Tarragone) ont été découverts en 1994 lors du creusement d'une tranchée dans la place de l'église de Montans. L'amphore, de type Oberaden 74, est estampillée SEX. DOMITI.
En janvier 1971 un dolium est découvert sous une rue lors de la réfection d'une conduite d'eau.

## Politique et administration

### Administration municipale
Le nombre d'habitants au recensement de 2011 étant compris entre 500 et 1 499 habitants, le nombre de membres du conseil municipal pour l'élection de 2014 est de quinze,.

### Rattachements administratifs et électoraux
Commune faisant partie depuis le 1er janvier 2017 de Gaillac Graulhet Agglo ancienne communauté d'agglomération du Rabastinois - Tarn et Dadou - Vère Grésigne et Pays Salvagnacois et du canton des Deux Rives (avant le redécoupage départemental de 2014, Montans faisait partie de l'ex-canton de Gaillac) et de la communauté de communes Tarn et Dadou jusqu'au 1er janvier 2017.

### Liste des maires
| Période                                  | Période   | Identité       | Étiquette | Qualité |
| ---------------------------------------- | --------- | -------------- | --------- | ------- |
| mars 2001                                | mars 2008 | Alexis Marre   |           |         |
| mars 2008                                | En cours  | Gilles Crouzet |           |         |
| Les données manquantes sont à compléter. |           |                |           |         |

## Population et société

### Démographie
L'évolution du nombre d'habitants est connue à travers les recensements de la population effectués dans la commune depuis 1793. Pour les communes de moins de 10 000 habitants, une enquête de recensement portant sur toute la population est réalisée tous les cinq ans, les populations de référence des années intermédiaires étant quant à elles estimées par interpolation ou extrapolation. Pour la commune, le premier recensement exhaustif entrant dans le cadre du nouveau dispositif a été réalisé en 2004.

En 2022, la commune comptait 1 547 habitants, en évolution de +11,29 % par rapport à 2016 (Tarn : +2,52 %, France hors Mayotte : +2,11 %).
| 1793 | 1800  | 1806  | 1821  | 1831  | 1836  | 1841  | 1846  | 1851  |
| ---- | ----- | ----- | ----- | ----- | ----- | ----- | ----- | ----- |
| 757  | 1 230 | 1 218 | 1 420 | 1 516 | 1 534 | 1 559 | 1 580 | 1 512 |

| 1856  | 1861  | 1866  | 1872  | 1876  | 1881  | 1886  | 1891  | 1896  |
| ----- | ----- | ----- | ----- | ----- | ----- | ----- | ----- | ----- |
| 1 513 | 1 464 | 1 387 | 1 370 | 1 314 | 1 290 | 1 224 | 1 161 | 1 126 |

| 1901  | 1906  | 1911  | 1921 | 1926 | 1931 | 1936 | 1946 | 1954  |
| ----- | ----- | ----- | ---- | ---- | ---- | ---- | ---- | ----- |
| 1 130 | 1 065 | 1 027 | 868  | 901  | 902  | 929  | 941  | 1 011 |

| 1962  | 1968 | 1975 | 1982 | 1990 | 1999  | 2004  | 2006  | 2009  |
| ----- | ---- | ---- | ---- | ---- | ----- | ----- | ----- | ----- |
| 1 009 | 974  | 908  | 903  | 972  | 1 061 | 1 199 | 1 218 | 1 332 |

| 2014  | 2019  | 2022  | - | - | - | - | - | - |
| ----- | ----- | ----- | - | - | - | - | - | - |
| 1 378 | 1 513 | 1 547 | - | - | - | - | - | - |

| selon la population municipale des années : | 1968 | 1975 | 1982 | 1990 | 1999 | 2006 | 2009 | 2013 |
| Rang de la commune dans le département      | 54   | 58   | 58   | 58   | 58   | 56   | 54   | 53   |
| Nombre de communes du département           | 326  | 324  | 324  | 324  | 324  | 323  | 323  | 323  |

### Enseignement
Montans fait partie de l'académie de Toulouse.
La commune possède un groupe scolaire Amandus (maternelle et élémentaire). Pour le collège, il faut allé dans la commune voisine de Lisle-sur-Tarn.

### Culture et festivités
Salle des fêtes, comité des fêtes, bibliothèque,

### Activités sportives
Rugby à XV, pétanque, gymnastique, tennis, chasse, VTT,

## Économie

### Revenus
En 2018, la commune compte 587 ménages fiscaux, regroupant 1 485 personnes. La médiane du revenu disponible par unité de consommation est de 21 750 € (20 400 € dans le département).

### Emploi
|                | 2008  | 2013  | 2018 |
| -------------- | ----- | ----- | ---- |
| Commune        | 6,1 % | 7,4 % | 8 %  |
| Département    | 8,2 % | 9,9 % | 10 % |
| France entière | 8,3 % | 10 %  | 10 % |

En 2018, la population âgée de 15 à 64 ans s'élève à 927 personnes, parmi lesquelles on compte 79,2 % d'actifs (71,2 % ayant un emploi et 8 % de chômeurs) et 20,8 % d'inactifs,. Depuis 2008, le taux de chômage communal (au sens du recensement) des 15-64 ans est inférieur à celui de la France et du département.
La commune fait partie de la couronne de l'aire d'attraction de Gaillac, du fait qu'au moins 15 % des actifs travaillent dans le pôle,. Elle compte 599 emplois en 2018, contre 456 en 2013 et 414 en 2008. Le nombre d'actifs ayant un emploi résidant dans la commune est de 673, soit un indicateur de concentration d'emploi de 89,1 % et un taux d'activité parmi les 15 ans ou plus de 63,9 %.
Sur ces 673 actifs de 15 ans ou plus ayant un emploi, 112 travaillent dans la commune, soit 17 % des habitants. Pour se rendre au travail, 88 % des habitants utilisent un véhicule personnel ou de fonction à quatre roues, 2,5 % les transports en commun, 4,3 % s'y rendent en deux-roues, à vélo ou à pied et 5,2 % n'ont pas besoin de transport (travail au domicile).

### Activités hors agriculture

#### Secteurs d'activités
122 établissements sont implantés  à Montans au 31 décembre 2019. Le tableau ci-dessous en détaille le nombre par secteur d'activité et compare les ratios avec ceux du département,.
| Secteur d'activité                                                                                        | Commune | Commune | Département |
| Secteur d'activité                                                                                        | Nombre  | %       | %           |
| --- | ------- | ------- | ----------- |
| Ensemble                                                                                                  | 122     | 100 %   | (100 %)     |
| Industrie manufacturière, industries extractives et autres                                                | 17      | 13,9 %  | (13 %)      |
| Construction                                                                                              | 24      | 19,7 %  | (12,5 %)    |
| Commerce de gros et de détail, transports, hébergement et restauration                                    | 36      | 29,5 %  | (26,7 %)    |
| Information et communication                                                                              | 3       | 2,5 %   | (2,1 %)     |
| Activités financières et d'assurance                                                                      | 6       | 4,9 %   | (3,3 %)     |
| Activités immobilières                                                                                    | 5       | 4,1 %   | (4,2 %)     |
| Activités spécialisées, scientifiques et techniques et activités de services administratifs et de soutien | 17      | 13,9 %  | (13,8 %)    |
| Administration publique, enseignement, santé humaine et action sociale                                    | 5       | 4,1 %   | (15,5 %)    |
| Autres activités de services                                                                              | 9       | 7,4 %   | (9 %)       |

Le secteur du commerce de gros et de détail, des transports, de l'hébergement et de la restauration est prépondérant sur la commune puisqu'il représente 29,5 % du nombre total d'établissements de la commune (36 sur les 122 entreprises implantées  à Montans), contre 26,7 % au niveau départemental.

#### Entreprises et commerces
Les cinq entreprises ayant leur siège social sur le territoire communal qui génèrent le plus de chiffre d'affaires en 2020 sont : 
- Maurel Transports, transports routiers de fret interurbains (10 313 k€)
- Transports Maurel Tarnais, transports routiers de fret interurbains (6 942 k€)
- Transports Mestre, transports routiers de fret interurbains (5 577 k€)
- SARL Pepiniere Viticole Philippe Dayde, culture de la vigne (5 528 k€)
- Constructions Industrielles Cles En Main - Cicem, construction d'autres bâtiments (4 415 k€)

### Agriculture
La commune est dans le Gaillacois, une petite région agricole au sous-sol argilo-graveleux et/ou calcaire dédiée à la viticulture depuis plus de 2000 ans, située dans le centre-ouest du département du Tarn. En 2020, l'orientation technico-économique de l'agriculture  sur la commune est la polyculture et/ou le polyélevage. 
|               | 1988  | 2000  | 2010  | 2020  |
| ------------- | ----- | ----- | ----- | ----- |
| Exploitations | 79    | 47    | 34    | 32    |
| SAU (ha)      | 2 185 | 2 378 | 2 240 | 2 075 |

Le nombre d'exploitations agricoles en activité et ayant leur siège dans la commune est passé de 79 lors du recensement agricole de 1988  à 47 en 2000 puis à 34 en 2010 et enfin à 32 en 2020, soit une baisse de 59 % en 32 ans. Le même mouvement est observé à l'échelle du département qui a perdu pendant cette période 58 % de ses exploitations,. La surface agricole utilisée sur la commune a également diminué, passant de 2 185 ha en 1988 à 2 075 ha en 2020. Parallèlement la surface agricole utilisée moyenne par exploitation a augmenté, passant de 28 à 65 ha.

## Culture locale et patrimoine

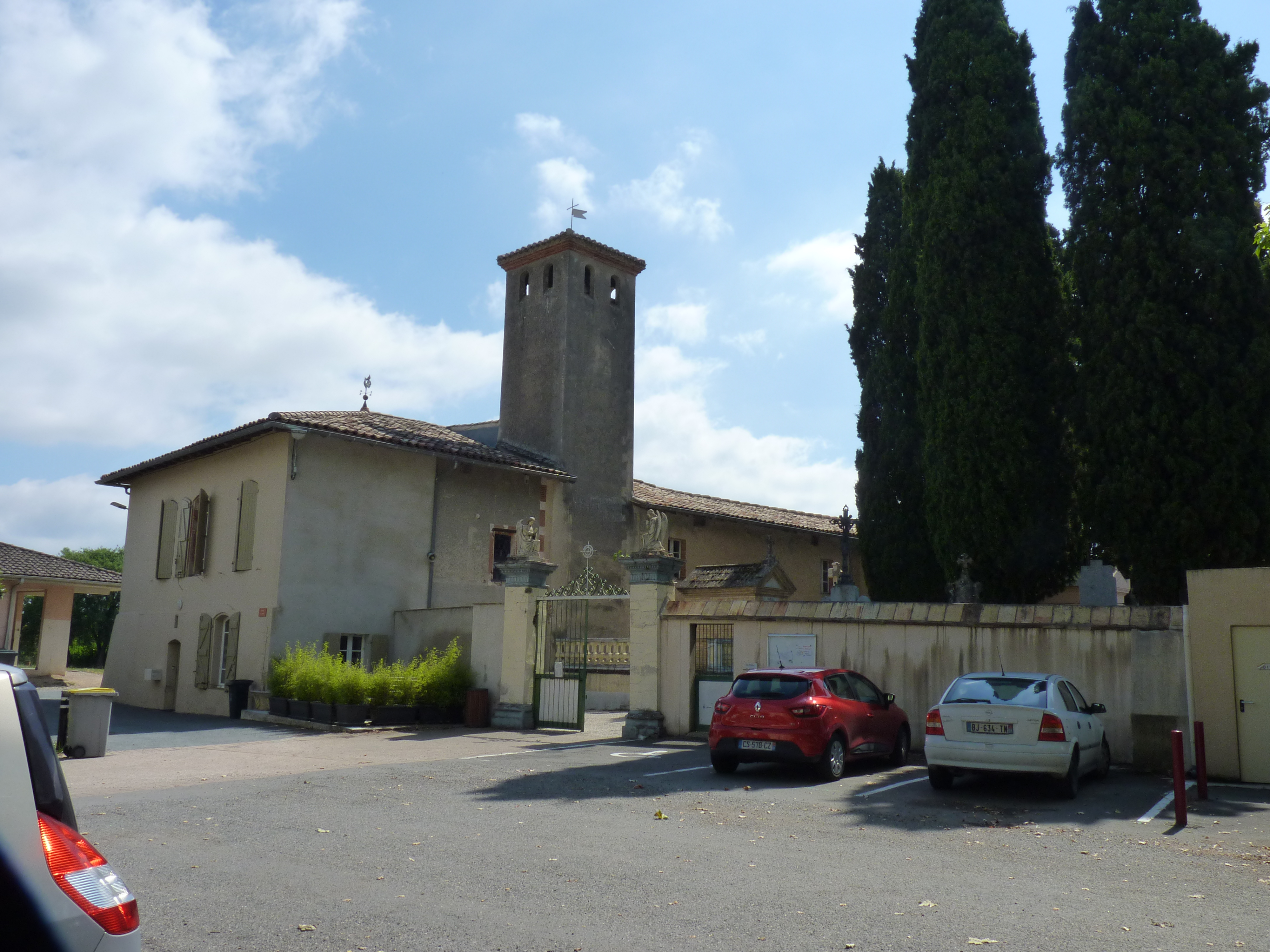
Église Saint-Martin de Montans

### Lieux et monuments
- Église Saint-Martin de Montans.
- Église Saint-Martin de Saint-Martin-du-Taur.

#### Archéosite
L'Archéosite de Montans, inauguré en 1995, devenu un service de la Communauté de communes Tarn et Dadou en 2010, retrace l'occupation du site de Montans mais aussi des communes alentour, de la Préhistoire au Moyen Âge (territoire de la communauté de communes). Une rue gallo-romaine reconstituée à partir des vestiges de la rue principale de Montans, ainsi qu'une maison de propriétaire d'officine de céramique sigillée permettent de s'immerger dans ce que pouvait être cette agglomération potière au Ier siècle apr. J.-C. Toute l'année, des animations, événements, démonstrations, expositions, ateliers et spectacles rythment la vie du musée.

#### Autres lieux
- Petit belvédère, vue sur la vallée du Tarn.

### Personnalités liées à la commune
- Gilles Arroyo, joueur de rugby à XV[59].
- Raoul Cammas, né en 1905 à Montans, et décédé en 1987. Il consacra son temps libre à parcourir la campagne pour rassembler une imposante collecte d'objets, silex, ivoires, outils de la préhistoire. Il est l'inventeur, en 1949, de la « mandibule de Montmaurin »[60] et a travaillé sur plusieurs des grottes de Montmaurin.
- Roger Carrière (1924-2008), résistant, aquarelliste-peintre-forgeron-sculpteur et conteur occitan sous le pseudonyme de Jean Marc[61], né à Montans. On peut découvrir une de ses sculptures dans le village : un clown polychrome nommé « Le poète en tôle »[62], offert à la commune par la fille et le fils de l'artiste Alain Marc[63], peintre, carnettiste, maitre de stages et aquarelliste).
- Louis Mauriès, homme politique né à Montans.
- Élie Rossignol (1833-1914), historien, archéologue et collectionneur, né et mort à Montans. Sa maison est située, comme l'Archéosite, avenue Elie-Rossignol.
- Joseph Saint-Mars-Rigaudie, homme politique né à Montans.
- Pierre Stanislas Maruejouls décédé sur la commune.

### Héraldique
| Blason de Montans | Blason  | D'or à l'épée basse d'argent accostée de deux capes affrontées de gueules et appendues à la garde de l'épée et soutenue d'une croix cléchée, vidée et pommetée de douze pièces de gueules; au chef palé d'argent et de sinople de quatre pièces. |
| Blason de Montans | Détails | Le statut officiel du blason reste à déterminer. |
| Blason de Montans | Alias   | Palé d'argent et de sinople de quatre pièces. |

## Pour approfondir